# Tiopropamin
Tiopropamini odnosno tiofenski analozi amfetaminâ, vrsta su psihotropnih tvari. Uvršteni su u Hrvatskoj na temelju Zakona o suzbijanju zlouporabe droga na Popis droga, psihotropnih tvari i biljaka iz kojih se može dobiti droga te tvari koje se mogu uporabiti za izradu droga, pod Popis droga i biljaka iz kojih se može dobiti droga, pod 2. Popis psihotropnih tvari i biljaka, Odjeljak 1 - Psihotropne tvari sukladno Popisu 1. Konvencije UN-a o psihotropnim tvarima iz 1971. godine. Kemijskim sastavom to su 1-(tiofen-2-il)propan-2-amin ili 1-(tiofen-2-il)butan-2-amin, njihovi enantiomeri, i spojevi strukturno izvedeni iz njih na jedan ili više od sljedećih načina:
- zamjenom jednog ili oba vodikova atoma amino-skupine alkilnom, acilnom ili alkenilnom skupinom;
- uključenjem amino-skupine u cikličku strukturu;
- susptitucijom na tiofenskom prstenu s jednim ili više supstituenata iz skupine koju čine alkil, alkiloksi, nitro, metilendioksi i halogen;
- zamjenom jednog ili više vodikovih atoma etilenske skupine metilnom skupinom.[1]